# Rowland Henry Biffen
Sir Rowland Henry Biffen est un botaniste britannique, né le 28 mai 1874 à Cheltenham et mort le 12 juillet 1949 à Cambridge.

## Biographie
Il est le fils d’Henry John et de Mary Biffen. Il fait ses études au Emmanuel College de Cambridge puis au Gonville et Caius College. Il se marie avec Mary Hemus en 1899. Il étudie la production de caoutchouc au Brésil et au Mexique durant la Première Guerre mondiale. Après, la guerre, il est démonstrateur de botanique à Cambridge et donne des cours à l’école d’agriculture en 1899. De 1908 à 1931, il est le premier professeur de botanique agricole et dirige l’Institut de culture végétale de 1912 à 1936.
Biffen est anobli en 1925. Il reçoit la médaille linnéenne et la médaille Darwin en 1920 et est fait membre de la Royal Society en 1914.

## Publication
- The Auricula : The Story of a Florist's Flower, London, Garden Book Club, 1949, 164 P.

## Source
- Allen G. Debus (dir.) (1968). World Who’s Who in Science. A Biographical Dictionary of Notable Scientists from Antiquity to the Present. Marquis-Who’s Who (Chicago) : xvi + 1855 p.